# Paula Botetová
Paula Botetová (* 19. prosince 2000 Sallanches) je francouzská biatlonistka.
Biatlonu se věnuje od roku 2011. Ve světovém poháru debutovala v lednu 2022 v Oberhofu ve sprintu, kde dojela na 39. místě.
Ve své dosavadní kariéře zvítězila ve světovém poháru v jednom individuálních závodě, když ovládla sprint v Oberhofu v lednu 2025. Na nižším okruhu v IBU Cupu vyhrála tři individuální závody.

## Výsledky

### Mistrovství Evropy
| Sezóna  | Akce | Místo       | SP  | SZ  | IZ  | SZD | Věk    |
| ------- | ---- | ----------- | --- | --- | --- | --- | ------ |
| 2020/21 | ME   | Dušníky     | 47. | 28. | 25. | –   | 20 let |
| 2022/23 | ME   | Lenzerheide | 11. | 17. | 10. | 3.  | 22 let |

## Vítězství v závodech světového poháru a na mistrovství světa

### Individuální
| Č. | sezóna    | datum         | místo            | disciplína |
| -- | --------- | ------------- | ---------------- | ---------- |
| 1. | 2024/2025 | 9. ledna 2025 | Oberhof, Německo | sprint     |